# Preußen (schip, 1902)
Het Duitse vijfmastvolschip Preußen was de enige vierkantgetuigde vijfmaster ter wereld. Hij behoorde tot de Flying P-Liners, werd in 1902 te water gelaten en was 124 m lang op de waterlijn, bij een breedte van 16,40 m. De Preußen had gedeelde bramzeilen, bramzeil en topbramzeil. Het schip voerde met 47 zeilen een totaal zeiloppervlak van 6806 m².
Het schip werd op 5 november 1910 geramd door het SS Brighton door het niet naleven van regelgeving. De volgende dag werd het achtergelaten. De bemanning en vracht kon gered worden. De kapitein van de Brighton verloor zijn vaarbevoegdheid en pleegde later zelfmoord met een vuurwapen.